# Jorge Manrique
Jorge Manrique, Señor de Belmontejo, comendador de Montizón, Trece de Santiago, duque de Montalvo (Paredes de Nava, c. 1440 – Santa María del Campo, 24 de abril de 1479), foi um nobre, militar e poeta espanhol. É autor das Coplas por la muerte de su padre, um dos clássicos da literatura espanhola de todos os tempos. Era filho de Dom Rodrigo Manrique, Grão-Mestre da Ordem de Santiago. Lutou no lado isabelista na Guerra de Sucessão de Castela.
1. ↑  «Jorge Manrique: biografia e obras - Maestrovirtuale.com». 19 de dezembro de 2019. Consultado em 24 de novembro de 2022